# Anatolij Barhylevyč
Anatolij Vladyslavovyč Barhylevyč (in ucraino Анато́лій Владисла́вович Баргиле́вич?; Omeljanivka, 8 aprile 1969) è un generale ucraino, ex comandante delle Forze di difesa territoriale e capo di stato maggiore delle Forze armate ucraine dal 9 febbraio 2024 al 16 marzo 2025.

## Biografia
Ha intrapreso la carriera militare nel 1987, quando l'Ucraina si trovava ancora sotto l'Unione Sovietica. Si è diplomato presso la Scuola superiore di comando carristi di Tashkent.
Allo scoppio della guerra del Donbass ricopriva la carica di capo del dipartimento di addestramento operativo dello stato maggiore generale ucraino. Nell'autunno del 2014 è stato inviato al quartier generale dell'ATO ("Operazione Anti-Terrorismo"), dove è stato responsabile della pianificazione delle operazioni nelle regioni di Donec'k e Luhans'k. Nel 2016 è stato nominato capo dell'ufficio operazioni delle Forze terrestri ucraine. A partire dal 2018 ha gestito la riorganizzazione dei battaglioni di difesa territoriale e la nascita della forma embrionale Forze di difesa territoriale, che ha comandato dal 2020 fino alla loro costituzione ufficiale nel 2022, periodo nel quale ha anche ricoperto la carica di vice comandante delle Forze terrestri.
In seguito all'inizio dell'invasione russa dell'Ucraina del 2022 è stato nominato capo di stato maggiore del Gruppo operativo-strategico "Chortycja". Il 9 ottobre 2023 è stato posto al comando delle Forze di difesa territoriale per decreto del Presidente dell'Ucraina. Il 9 febbraio 2024 è stato nominato capo di stato maggiore delle Forze armate dell'Ucraina. Il 23 agosto è stato promosso al grado di tenente generale. Il 16 marzo 2025 è stato sostituito alla guida dello stato maggiore generale ucraino dal generale Andrij Hnatov. Il ministro della difesa ucraino Rustem Umjerov ha riferito che Barhylevyč è stato trasferito al Ministero della difesa, diventandone ispettore generale, responsabile degli standard e della disciplina nell’esercito.